# Call My Agent!
Call My Agent! (Originaltitel: Dix pour cent) ist eine französische Fernsehserie, die am 14. Oktober 2015 auf dem Sender France 2 ihre Premiere feierte. Der Originaltitel bezieht sich auf das Honorar von Schauspielagenturen, das in Frankreich üblicherweise zehn Prozent der Darstellergage beträgt. Kreiert wurde die Serie von der Drehbuchautorin Fanny Herrero, wobei die Idee zur Serie von dem Schauspieler und Filmproduzenten Dominique Besnehard stammt, der jahrelang als Castingdirektor tätig war. Viele der Handlungsstränge basieren auf den eigenen Erfahrungen Besnehards.
Da die erste Staffel eine positive Resonanz erhielt, wurde von September bis Dezember 2016 eine zweite Staffel gedreht, die im April 2017 zum ersten Mal ausgestrahlt wurde. Weil diese ebenfalls sowohl bei den Kritikern als auch beim Publikum gut ankam, wurde eine dritte Staffel angekündigt, die von Januar bis April 2018 gedreht wurde und am 14. November desselben Jahres erstmals ausgestrahlt wurde. Im September 2020 wurde bekanntgegeben, dass die Serie für eine vierte Staffel verlängert wurde, die seit dem 21. Oktober ausgestrahlt wird.
Am 28. Januar 2021 gab Dominique Besnehard bekannt, eine fünfte Staffel sowie einen Fernsehfilm basierend auf der Serie zu planen. Beide sollen durch eine Kooperation mit Netflix in New York City gedreht werden. Im April 2021 wurde die Serie offiziell um eine fünfte Staffel verlängert, der 90-minütige Fernsehfilm wird davor produziert werden.
In 119 Ländern, unter ihnen die Niederlande, die Schweiz, die USA und das Vereinigte Königreich, ist die Serie auf Netflix zu sehen. In Deutschland wird sie auf SONY Channel und Netflix sowie seit 2020 in unregelmäßigen Abständen auf ONE und der ARD Mediathek ausgestrahlt, seit 2021 ist sie zudem auf Prime Video verfügbar.

## Handlung
Die Serie handelt von den Mitarbeitern der fiktiven Pariser Schauspielagentur ASK (Agence Samuel Kerr), die zugleich Teilhaber der Firma sind. Als Samuel Kerr, der Gründer der Agentur, im Urlaub in Brasilien an einer Wespe erstickt, steht das Unternehmen kurz vor dem Aus, da aufgrund eines fehlenden Investors/einer fehlenden Investorin die finanzielle Lage äußerst prekär ist. Schließlich übernimmt in der zweiten Staffel der Geschäftsmann Hicham Janowski die Mehrheitsanteile der Agentur, allerdings stellt sich schnell heraus, dass er manipulativ und cholerisch ist und auch gerne unlautere Methoden anwendet, um Schauspieler(innen) des Hauptkonkurrenten Star Media abzufangen.
Die Agenten haben nicht nur mit ihrem neuen Chef und im Privaten Probleme, sondern vor allem auch mit den Allüren ihrer Kunden zu kämpfen. Eine Besonderheit ist dabei, dass sich alle Schauspieler in überspitzter, selbstironischer Form selbst verkörpern. So lehnt beispielsweise Françoise Fabian eine Filmrolle ab. Als sie aber herausfindet, dass Line Renaud diese übernehmen möchte, will sie mit allen Mitteln die Rolle doch spielen, da die beiden eine alte Feindschaft verbindet. In einer anderen Folge sollen Nathalie Baye und ihre Tochter Laura Smet zusammen einen Film drehen, jedoch schauspielert erstere bei ihrem Castingtermin übertrieben schlecht und legt letztere ein divahaftes Benehmen an den Tag, um die Rollen wieder zu verlieren, da sie nicht drei Monate gemeinsam auf einer kleinen Insel in Schweden verbringen wollen. Jean Dujardin hat sich mit seiner letzten Rolle als Weltkriegs-Deserteur so stark identifiziert, dass er nicht mehr zur Realität zurückfindet und dadurch weitere Projekte gefährdet.

## Figuren

### Hauptfiguren
Andréa Martel
Andréa, die das Medium Film sehr schätzt, arbeitet mit großer Leidenschaft für die Agentur, hat dabei jedoch nicht immer ihr Temperament im Griff, was mitunter für Schwierigkeiten sorgt. Sie ist lesbisch und lebt äußerst promiskuös. Dies wird in einer Folge zum Problem, da Colette Brancillon, deren Avancen sie auf einer Singlebörse ablehnte, zwei Tage später als Steuerinspektorin die Finanzen der beinahe bankrotten Agentur überprüft. Andréa verliebt sich in Colette und möchte in der ersten Staffel mit ihr eine Beziehung anfangen, was diese allerdings ablehnt. Aus Frust und Enttäuschung hat Andréa einen One-Night-Stand mit ihrem Vorgesetzten Hicham Janowski und wird schwanger. Trotzdem möchte sich Andréa erneut mit Colette treffen, und die beiden gestehen sich am Ende der zweiten Staffel ihre Liebe.
Mathias Barneville
Mathias geht es vor allem darum, möglichst viel Geld zu verdienen, der künstlerische Wert der Filme, in dem seine Klienten mitspielen, ist dabei zweitrangig. Er genießt den Machtstatus, den seine Arbeit mit sich bringt, und spinnt gelegentlich Intrigen, wenn es ihm später nützen könnte. Seine Assistentin Noémie ist in ihn verliebt, allerdings beruhen diese Gefühle zunächst nicht auf Gegenseitigkeit. Er ist mit Catherine verheiratet und hat einen Sohn namens Hippolyte. Mit seiner Geliebten Annick hat er eine Tochter, Camille Valentini, zu der er nie wirklich Kontakt hatte. Als Camille in der Agentur auftaucht, wird sie von Andrea als Assistentin eingestellt, ohne dass jemand weiß, dass sie Mathias’ Tochter ist. Nach anfänglichem Zögern akzeptiert Mathias sie schließlich als sein Kind.
Gabriel Sarda
Gabriel geht seiner Arbeit mit großer Fürsorglichkeit nach, ihm sind die Karrieren seiner Kunden am wichtigsten. Meistens bringt er es nicht übers Herz, ihnen unangenehme Nachrichten mitzuteilen, was oftmals zu Missverständnissen führt, beispielsweise wollte er Cécile de France nicht sagen, dass sie aufgrund ihrer Alters (knapp 40 Jahre) für einen Tarantino-Film abgelehnt wurde. Er ist sehr gut mit Andréa befreundet, die beiden denken manchmal ernsthaft darüber nach, gemeinsam Kinder zu haben, obwohl Andréa homosexuell ist. Dann entwickelt sich eine Beziehung zu Sofia, die am Empfang arbeitet, aber sich auch als Schauspielerin versucht.
Arlette Azémar
Arlette ist die dienstälteste Agentin, sie ist bereits seit den 1970er Jahren für die Agentur tätig, weswegen ihre Ansichten über das Filmgeschäft etwas antiquiert sind. Obwohl sie oftmals sarkastisch und schnippisch auftritt, ist sie zu ihren Kollegen eigentlich doch recht freundlich, gibt ihnen Ratschläge, wenn sie nicht weiterwissen und schlichtet, wenn es Meinungsverschiedenheiten gibt. Sie besitzt einen Jack Russell Terrier, der den Namen Jean Gabin trägt. Diesen nimmt sie auch stets mit zur Arbeit. Ein Running Gag besteht darin, dass er jedes Mal, wenn ein Mitarbeiter beruflich etwas Fragwürdiges getan hat, diesen beißt.
Hicham Janowski
Hicham ist ab der zweiten Staffel der neue Eigentümer der Agentur, da er 60 % der Firmenanteile übernommen hat. Er ist ein reicher Geschäftsmann, dem lediglich der Profit wichtig ist. Mit seiner rechthaberischen, arroganten Art eckt er bei seinen Angestellten an. Sein Hauptanliegen ist es, möglichst bekannte Schauspieler als Kunden zu gewinnen, vor allem Fabrice Luchini, der bereits von einer anderen Agentur vermittelt wird. Er verbringt eine Nacht mit Andréa, die daraufhin schwanger wird. Seine Versuche, aufgrund des gemeinsamen Kindes mit ihr zusammenzukommen, scheitern.
Camille Valentini
Camille ist Andréas Assistentin. Sie stammt aus Südfrankreich und wohnt erst seit kurzer Zeit in Paris. Sie ist Mathias’ uneheliche Tochter, was in der Agentur jedoch niemand weiß. Als Mathias dieses Geheimnis schließlich offenbart, muss sie das Vertrauen ihrer Kollegen wiedergewinnen. Sie verliebt sich anfangs in ihren Halbbruder Hippolyte, bis auf einen Kuss entwickelt sich aber nichts Ernsteres zwischen den beiden.
Noémie Leclerc
Noémie ist Mathias’ Assistentin. Sie interessiert sich sehr für Schamanismus und liebt ihren Chef, was dieser aber zunächst nicht erkennt beziehungsweise erwidert.
Hervé André-Jezack
Hervé ist Gabriels Assistent. Er ist äußerst engagiert und ehrgeizig in seiner Tätigkeit. Gemeinsam mit Noémie tauscht er stets Gerüchte über seine Kollegen aus.
Sofia Leprince
Sophia arbeitet in der Agentur als Empfangsdame und wartet auf ihren Durchbruch als Schauspielerin. Sie hat außerdem ein großes Gesangstalent, was in mehreren Folgen deutlich wird. Sie beginnt eine Beziehung mit Gabriel, die oft auf die Probe gestellt wird, da dieser zur Eifersucht neigt.

## Besetzung
Die deutsche Synchronisation wird bei der Violetmedia in München erstellt. Sandy Bogon verfasst die Dialogbücher, Mark Kuhn führt die Dialogregie.

### Hauptbesetzung
| Rolle              | Schauspieler             | Hauptrolle | Synchronsprecher    |
| ------------------ | ------------------------ | ---------- | ------------------- |
| Andréa Martel      | Camille Cottin           | 1.01–4.06  | Franziska Ball      |
| Mathias Barneville | Thibault de Montalembert | 1.01–4.06  | Thomas Darchinger   |
| Gabriel Sarda      | Grégory Montel           | 1.01–4.06  | Mark Kuhn           |
| Arlette Azémar     | Liliane Rovère           | 1.01–4.06  | Ilona Grandke       |
| Camille Valentini  | Fanny Sidney             | 1.01–4.06  | Ilena Gwisdalla     |
| Noémie Leclerc     | Laure Calamy             | 1.01–4.06  | Shirin Lotze        |
| Hervé André-Jezack | Nicolas Maury            | 1.01–4.06  | Benjamin Krause     |
| Sofia Leprince     | Stéfi Celma              | 1.01–4.06  | Stephanie Marin     |
| Hicham Janowski    | Assaâd Bouab             | 2.01–4.06  | Matthias Ransberger |

### Nebenbesetzung
| Rolle                | Schauspieler              | Nebenrolle            | Synchronsprecher   |
| -------------------- | ------------------------- | --------------------- | ------------------ |
| Colette Brancillon   | Ophélia Kolb              | 1.03–4.06             | Martina Schölzhorn |
| Annick Valentini     | Isabelle Candelier        | 1.01–3.05             | Petra Einhoff      |
| Catherine Barneville | Philippine Leroy-Beaulieu | 1.01–3.06             | Simone Brahmann    |
| Hippolyte Barneville | François Civil            | 1.01–2.06             | Julian Bayer       |
| François Bréhier     | Jean-Yves Chatelais       | 1.01, 1.03, 2.01–2.02 | Gerhard Acktun     |
| Hélène Kerr          | Gabrielle Forest          | 1.01–2.06             | Dana Geissler      |
| Antoine              | Antoine Croset            | 3.01–4.06             | Felix Mayer        |
| Élise Formain        | Anne Marivin              | 4.01–4.06             |                    |

### Gastdarsteller

#### Staffel 1
- Episode 1: Cécile de France
- Episode 2: Françoise Fabian, Line Renaud
- Episode 3: Nathalie Baye, Dominique Besnehard, Gilles Lellouche, Laura Smet, Zinedine Soualem
- Episode 4: Audrey Fleurot
- Episode 5: Julie Gayet, Joeystarr, Zinedine Soualem
- Episode 6: François Berléand

#### Staffel 2
- Episode 1: Ramzy Bédia, Michel Drucker, Virginie Efira
- Episode 2: Christopher Lambert, Fabrice Luchini
- Episode 3: Julien Doré, Norman Thavaud, Aymeline Valade
- Episode 4: Isabelle Adjani, Julien Doré
- Episode 5: Julien Doré, Guy Marchand
- Episode 6: Juliette Binoche

#### Staffel 3
- Episode 1: Julien Doré, Jean Dujardin, Guy Marchand
- Episode 2: Monica Bellucci, Julien Doré
- Episode 3: Julien Doré, Gérard Lanvin, Guy Marchand
- Episode 4: Laure Adler, Isabelle Huppert, Cédric Kahn, Guy Marchand, Augustin Trapenard
- Episode 5: Béatrice Dalle, Julien Doré, Guy Marchand
- Episode 6: Monica Bellucci, Dominique Besnehard, Julien Doré, Jean Dujardin, Françoise Fabian, Audrey Fleurot, Joeystarr, Gérard Lanvin, Claude Lelouch, Guy Marchand, Line Renaud

#### Staffel 4
- Episode 1: Xavier Beauvois, Dominique Besnehard, Charlotte Gainsbourg, Julie Gayet, Micha Lescot, Mimie Mathy
- Episode 2: Nathalie Baye, Franck Dubosc, Tony Parker, Fabienne Pascaud
- Episode 3: José Garcia, Valérie Donzelli, Noémie de Lattre
- Episode 4: Valerie Donzelli, Sandrine Kiberlain, Mimie Mathy, Muriel Robin, Marina Rollman, Thomas Sotto
- Episode 5: Rayane Bensetti, Guillaume Gallienne, Bernard Verley, Sigourney Weaver
- Episode 6: Jean Reno

## Episodenliste

### Staffel 1
| Nr. (ges.) | Nr. (St.) | Deutscher Titel                | Originaltitel     | Erstausstrahlung Frankreich | Deutschsprachige Erstausstrahlung (D) | Regie           | Drehbuch |
| ---------- | --------- | ------------------------------ | ----------------- | --------------------------- | ------------------------------------- | --------------- | --- |
| 1          | 1         | Cécile de France               | Cécile            | 14. Okt. 2015               | 16. Nov. 2017                         | Cédric Klapisch | Fanny Herrero & Quoc Dang Tran & Sabrina B. Karine & Nicolas Mercier                                              |
| 2          | 2         | Line Renaud & Françoise Fabian | Line et Françoise | 14. Okt. 2015               | 23. Nov. 2017                         | Antoine Garceau | Fanny Herrero & Camille Chamoux & Nicolas Mercier                                                                 |
| 3          | 3         | Nathalie Baye & Laura Smet     | Nathalie et Laura | 21. Okt. 2015               | 30. Nov. 2017                         | Cédric Klapisch | Fanny Herrero & Quoc Dang Tran & Éliane Montane                                                                   |
| 4          | 4         | Audrey Fleurot                 | Audrey            | 21. Okt. 2015               | 7. Dez. 2017                          | Antoine Garceau | Fanny Herrero & Anaïs Carpita & Sabrina B. Karine                                                                 |
| 5          | 5         | Julie Gayet & Joeystarr        | Julie et Joey     | 28. Okt. 2015               | 14. Dez. 2017                         | Lola Doillon    | Fanny Herrero & Anaïs Carpita & Sabrina B. Karine Idee: Sabrina B. Karine & Cécile Ducrocq & Camille de Castelnau |
| 6          | 6         | François Berléand              | François          | 28. Okt. 2015               | 21. Dez. 2017                         | Lola Doillon    | Fanny Herrero & Benjamin Dupas                                                                                    |

### Staffel 2
| Nr. (ges.) | Nr. (St.) | Deutscher Titel                       | Originaltitel     | Erstausstrahlung Frankreich | Deutschsprachige Erstausstrahlung (D) | Regie           | Drehbuch                                                           |
| ---------- | --------- | ------------------------------------- | ----------------- | --------------------------- | ------------------------------------- | --------------- | ------------------------------------------------------------------ |
| 7          | 1         | Virginie Efira & Ramzy Bédia          | Virginie et Ramzy | 19. Apr. 2017               | 9. Mai 2018                           | Laurent Tirard  | Fanny Herrero & Sabrina B. Karine & Anaïs Carpita & Benjamin Dupas |
| 8          | 2         | Fabrice Luchini & Christopher Lambert | Fabrice           | 19. Apr. 2017               | 16. Mai 2018                          | Laurent Tirard  | Fanny Herrero & Sabrina B. Karine & Anaïs Carpita                  |
| 9          | 3         | Norman Thavaud                        | Norman            | 26. Apr. 2017               | 23. Mai 2018                          | Antoine Garceau | Fanny Herrero & Cécile Ducrocq                                     |
| 10         | 4         | Isabelle Adjani                       | Isabelle          | 26. Apr. 2017               | 30. Mai 2018                          | Jeanne Herry    | Fanny Herrero & Éliane Montane                                     |
| 11         | 5         | Guy Marchand                          | Guy               | 10. Mai 2017                | 6. Juni 2018                          | Antoine Garceau | Fanny Herrero & Benjamin Dupas                                     |
| 12         | 6         | Juliette Binoche                      | Juliette          | 10. Mai 2017                | 13. Juni 2018                         | Jeanne Herry    | Fanny Herrero & Éliane Montane & Camille Pouzol & Jeanne Herry     |

### Staffel 3
| Nr. (ges.) | Nr. (St.) | Deutscher Titel  | Originaltitel | Erstausstrahlung Frankreich | Deutschsprachige Erstausstrahlung (D) | Regie           | Drehbuch                                                                                         |
| ---------- | --------- | ---------------- | ------------- | --------------------------- | ------------------------------------- | --------------- | ------------------------------------------------------------------------------------------------ |
| 13         | 1         | Jean Dujardin    | Jean          | 14. Nov. 2018               | 15. Mai 2019                          | Antoine Garceau | Fanny Herrero & Benjamin Dupas                                                                   |
| 14         | 2         | Monica Bellucci  | Monica        | 14. Nov. 2018               | 22. Mai 2019                          | Marc Fitoussi   | Fanny Herrero & Benjamin Dupas                                                                   |
| 15         | 3         | Gérard Lanvin    | Gérard        | 21. Nov. 2018               | 29. Mai 2019                          | Marc Fitoussi   | Fanny Herrero & Éliane Montane & Benjamin Dupas                                                  |
| 16         | 4         | Isabelle Huppert | Isabelle      | 21. Nov. 2018               | 5. Juni 2019                          | Marc Fitoussi   | Fanny Herrero & Cécile Ducrocq & Benjamin Dupas & Marc Fitoussi                                  |
| 17         | 5         | Béatrice Dalle   | Béatrice      | 28. Nov. 2018               | 12. Juni 2019                         | Marc Fitoussi   | Fanny Herrero & Sabrina B. Karine & Benjamin Dupas & Judith Havas                                |
| 18         | 6         | ASK              | ASK           | 28. Nov. 2018               | 19. Juni 2019                         | Marc Fitoussi   | Fanny Herrero & Frédéric Rosset & Éliane Montane & Benjamin Dupas & Judith Havas & Marc Fitoussi |

### Staffel 4
| Nr. (ges.) | Nr. (St.) | Deutscher Titel      | Originaltitel | Erstausstrahlung Frankreich | Deutschsprachige Erstausstrahlung (D) | Regie           | Drehbuch                                                                               |
| ---------- | --------- | -------------------- | ------------- | --------------------------- | ------------------------------------- | --------------- | -------------------------------------------------------------------------------------- |
| 19         | 1         | Charlotte Gainsbourg | Charlotte     | 21. Okt. 2020               | 29. Apr. 2021                         | Marc Fitoussi   | Victor Rodenbach & Vianney Lebasque & Jérôme Bruno & Edgard F. Grima & Marc Fitoussi   |
| 20         | 2         | Franck Dubosc        | Franck        | 21. Okt. 2020               | 6. Mai 2021                           | Antoine Garceau | Victor Rodenbach & Vianney Lebasque & Frédéric Rosset & Edgard F. Grima & Jérôme Bruno |
| 21         | 3         | José Garcia          | José          | 28. Okt. 2020               | 20. Mai 2021                          | Antoine Garceau | Victor Rodenbach & Vianney Lebasque & Judith Havas & Sabrina B. Karine                 |
| 22         | 4         | Sandrine Kiberlain   | Sandrine      | 28. Okt. 2020               | 27. Mai 2021                          | Marc Fitoussi   | Victor Rodenbach & Vianney Lebasque & Angela Soupe & Jérôme Bruno                      |
| 23         | 5         | Sigourney Weaver     | Sigourney     | 4. Nov. 2020                | 3. Juni 2021                          | Marc Fitoussi   | Victor Rodenbach & Vianney Lebasque & Cécile Ducrocq & Hélène Lombard & Jérôme Bruno   |
| 24         | 6         | Jean Reno            | Jean          | 4. Nov. 2020                | 10. Juni 2021                         | Antoine Garceau | Nicolas Mercier                                                                        |

## Rezeption
Die Serie erreichte in der Internet Movie Database eine Bewertung von 8,3 Sternen.
Auf Rotten Tomatoes erreichte die erste Staffel einen Wert von 100 Prozent, die vierte und letzte Staffel einen Wert von 95 Prozent (basierend auf 8 bzw. 22 Kritiken).

„Der Blick auf die Branche ist zuweilen bissig bis zynisch, so brüchig sind die Versprechen, Zusagen, die Freund- und Feindschaften, zugleich ist er die Feier eines Künstlerberufs. Wenn Arlette sagt, ‚Schauspieler sind zerbrechliche, unberechenbare, leicht beeinflussbare Wesen. Deshalb bekommt der Großteil der Agenten keine eigenen Kinder. Das wäre sonst zu viel‘, dann steckt in diesem Satz mindestens so viel Lebenspragmatismus wie warmherziger Respekt vor einer Profession, die mit Angestelltenmaßstäben nicht zu fassen ist. Endlich mal ein Wahnsinn, der nicht nur Methode, sondern auch Erfolg hat. Im Kern zögert die Serie nicht, die Liebe der Franzosen zum französischen Film und seinen Stars zu zelebrieren.“

## Nominierung
2016 wurde die Serie in der Sparte „Beste Comedy-Serie“ für einen International Emmy Award nominiert.